# لیگ دسته اول فوتبال یوگسلاوی
لیگ دسته اول فوتبال یوگسلاوی (صربی: Прва савезна лига у фудбалу / Prva savezna liga u fudbalu, کرواتی: Prva savezna liga u nogometu, اسلوونیایی: Prva zvezna nogometna liga, مقدونی: Прва сојузна лига, آلبانیایی: Liga e parë federale) بالاترین سطح لیگ فوتبال در کشور پادشاهی یوگسلاوی (۱۹۱۸–۱۹۴۱) و جمهوری فدرال سوسیالیستی یوگسلاوی (۱۹۴۵–۱۹۹۲) بود.

## قهرمانی‌ها

### پادشاهی یوگسلاوی (۱۹۲۳–۱۹۴۰)
| # | باشگاه                        | قهرمانی | نایب قهرمانی |
| - | ----------------------------- | ------- | ------------ |
| ۱ | باشگاه فوتبال بئوگراد         | ۵       | ۴            |
| ۲ | باشگاه فوتبال گراجانسکی زاگرب | ۵       | ۲            |
| ۳ | باشگاه فوتبال هایدوک اسپلیت   | ۲       | ۵            |
| ۴ | باشگاه فوتبال یوگسلاویا       | ۲       | ۳            |
| ۵ | باشگاه فوتبال کنکوردیا        | ۲       | ۱            |
| ۶ | HAŠK                          | ۱       | ۰            |
| ۷ | باشگاه فوتبال اسلاویا سارایوو | ۰       | ۱            |
| ۸ | SAŠK Sarajevo                 | ۰       | ۱            |

### جمهوری فدرال سوسیالیستی یوگسلاوی (۱۹۴۵–۱۹۹۲)
| باشگاه                          | قهرمانی | فصل‌های قهرمانی |
| ------------------------------- | ------- | --- |
| باشگاه فوتبال ستاره سرخ بلگراد  | ۱۹      | ۱۹۵۱, ۱۹۵۲–۵۳, ۱۹۵۵–۵۶, ۱۹۵۶–۵۷, ۱۹۵۸–۵۹, ۱۹۵۹–۶۰, ۱۹۶۳–۶۴, ۱۹۶۷–۶۸, ۱۹۶۸–۶۹, ۱۹۶۹–۷۰, ۱۹۷۲–۷۳, ۱۹۷۶–۷۷, ۱۹۷۹–۸۰, ۱۹۸۰–۸۱, ۱۹۸۳–۸۴, ۱۹۸۷–۸۸, ۱۹۸۹–۹۰, ۱۹۹۰–۹۱, ۱۹۹۱–۹۲ |
| باشگاه فوتبال پارتیزان          | ۱۱      | ۱۹۴۶–۴۷, ۱۹۴۸–۴۹, ۱۹۶۰–۶۱, ۱۹۶۱–۶۲, ۱۹۶۲–۶۳, ۱۹۶۴–۶۵, ۱۹۷۵–۷۶, ۱۹۷۷–۷۸, ۱۹۸۲–۸۳, ۱۹۸۵–۸۶, ۱۹۸۶–۸۷                                                                      |
| باشگاه فوتبال هایدوک اسپلیت     | ۷       | ۱۹۵۰, ۱۹۵۲, ۱۹۵۴–۵۵, ۱۹۷۰–۷۱, ۱۹۷۳–۷۴, ۱۹۷۴–۷۵, ۱۹۷۸–۷۹ |
| باشگاه فوتبال دینامو زاگرب      | ۴       | ۱۹۴۷–۴۸, ۱۹۵۳–۵۴, ۱۹۵۷–۵۸, ۱۹۸۱–۸۲ |
| باشگاه فوتبال وویوودینا         | ۲       | ۱۹۶۵–۶۶, ۱۹۸۸–۸۹ |
| باشگاه فوتبال سارایوو           | ۲       | ۱۹۶۶–۶۷, ۱۹۸۴–۸۵ |
| باشگاه فوتبال ژلیزنیچار سارایوو | ۱       | ۱۹۷۱–۷۲ |